# Glochidion rapaense
Glochidion rapaense är en emblikaväxtart som beskrevs av Jacques Florence. Glochidion rapaense ingår i släktet Glochidion och familjen emblikaväxter. IUCN kategoriserar arten globalt som nära hotad. Inga underarter finns listade i Catalogue of Life.